# Ramón Zabalo
Ramón de Zabalo Zubiaurre (South Shields, 28 de agosto de 1910-Viladecans, 1 de enero de 1967) fue un destacado futbolista hispanobritánico.

## Biografía
Ramón de Zabalo nació en South Shields, Inglaterra, Reino Unido en 1910. Se inició en el equipo barcelonés del UE Avant Fortpienc, antes de fichar por el UA Horta. En 1928 ingresó en el Fútbol Club Barcelona donde disputó 236 partidos y se convirtió en un defensa derecho excepcional, considerado por los especialistas como uno de los mejores de antes de la guerra civil española. Su primer partido en liga con el Barça fue contra el Arenas de Guecho el 9 de febrero de 1930, con victoria azulgrana por 3 a 1. Durante el conflicto civil se exilió en Francia donde hizo un gran papel en el Racing de París ganando una copa de Francia. En 1944 volvió al Barça donde jugó una temporada más antes de retirarse.
Fue once veces internacional, disputando la fase final del Mundial de Italia de 1934, donde jugó un partido contra el equipo anfitrión. Disputó su último partido con España en mayo de 1936, ante Suiza en Berna. 
Ramón de Zabalo murió en 1967 en Viladecans.

## Equipos
| Club                  | País    | Año  |
| --------------------- | ------- | ---- |
| UE Avant Fortpienc    | España  |      |
| UA Horta              | España  |      |
| Fútbol Club Barcelona | España  | 1928 |
| Racing de París       | Francia | 1936 |
| Fútbol Club Barcelona | España  | 1944 |

## Palmarés
| Título          | Club                  | Año  |
| --------------- | --------------------- | ---- |
| Copa Cataluña   | Fútbol Club Barcelona | 1930 |
| Copa Cataluña   | Fútbol Club Barcelona | 1931 |
| Copa Cataluña   | Fútbol Club Barcelona | 1932 |
| Copa Cataluña   | Fútbol Club Barcelona | 1935 |
| Copa Cataluña   | Fútbol Club Barcelona | 1936 |
| Copa de Francia | Racing de París       | 1940 |
| Liga            | Fútbol Club Barcelona | 1945 |
| Copa Eva Duarte | Fútbol Club Barcelona | 1945 |